# Ajeltake
Ajeltake ([ɑ̯ɑ͡æzʲelʲdˠɑɡɤ͡ee̯]) é uma localidade das Ilhas Marshall. Fica situada no atol Majuro, na secção sudoeste do atol. Tinha cerca de 1700 habitantes em 2006.